# Petr Milner z Milhauzu
Petr Milner z Milhauzu (?) známý i jako Petr Milnár z Milhauzu, Petr Müllner z Milhauzu, Petr Müllner von Mülhausen byl jedním z příslušníků rodu Milnerů z Milhauzu a významným účastníkem českého stavovského povstání.

## Život
Petr Milner z Milhauzu byl zpočátku císařským radou nad apelacemi, ale jako člen Jednoty bratrské později přešel k opozici a stal se dokonce místokancléřem české dvorské kanceláře Fridricha Falckého a jedním z členů stavovského direktoria. Bratři Petr a Jan byli odsouzeni k trestu smrti, avšak pouze v nepřítomnosti, neboť se všem třem bratrům podařilo uprchnout z Čech a trestu tak uniknout.

## Dílo
- Apologia, Oder Entschuldigungsschrifft... (pravděpodobně dvakrát vydal Samuel Adam z Veleslavína roku 1618)[1][2]